# ƪ
ƪ – litera alfabetu łacińskiego używana w międzynarodowym alfabecie fonetycznym do wyrażania pisemnie labializowanej spółgłoski szczelinowej zadziąsłowej bezdźwięcznej. Znak ten przypomina odwrócony w poziomie symbol całki (∫) z dodanym kółkiem.